# Еберхард фон Билщайн
Еберхард фон Билщайн (на немски: Eberhard von Bilstein; † сл. 1093) е господар на Билщайн в Тюрингия.

## Произход
Той е син на маркграф Вигер II (Видело) фон Плайсенгау/Плайсенланд († 1005) и съпругата му Фридеруна фон Нитее. Внук е на граф Вигер I († 981), маркграф на Гермар-Марк (около Мюлхаузен), и съпругата му от Саксония, незаконна дъщеря на херцог Ото I Саксонски († 912). По-малък полубрат е на маркграф Ругер I фон Плайсенгау († ок. 24 април 1041, който е баща на граф Ругер II фон Билщайн († 1096).
От 10 до 12 век „фамилията Вигер“ е могъщ графски род в Тюрингия заедно с Екехардините, графовете фон Кефернбург, графовете фон Шварвбург и графовете фон Ваймар. От ок. 1130 г. фамилията му се нарича на техния замък Билщайн, западно от Албунген, днес част от Ешвеге. Този замък те са построили ок. 1100 г.

## Деца
Еберхард фон Билщайн има една дъщеря:
- Матилда фон Билщайн († сл. 1092), омъжена за Куно фон Арнсберг († пр. 1093), родители на
  - Гертруд фон Арнсберг (* ок. 1076; † ок. 1148), омъжена за Еберхард фон Хаген († ок. 1093)